# تناجر مرقط
تناجر مرقط (الاسم العلمي: Tangara punctata)، هو نوع من الطيور يتبع فصيلة التناجر ضمن رتبة العصفوريات.